# Geraldine James
Geraldine James (Maidenhead, 6 juli 1950) is een Brits actrice. Ze werkt zowel voor televisie, films als op het toneel. James verwierf bekendheid met haar rol als Marilla Cuthbert in de Netflixserie Anne with an E (2017–2019) en als koningin Mary in de film Downton Abbey (2019).

## Filmografie

### Films
- The Dumb Waiter (1979) als Sally
- Bloody Kids (1980) als Ritchie's vrouw
- Sweet William (1980) als Pamela
- Gandhi (1982) als Mirabehn
- Freedom Fighter (1988) als Krista Donner
- The Tall Guy (1989) als Carmen
- The Wolves of Willoughby Chase (1989) als mw. Gertrude Brisket
- Prince of Shadows (1991) als Rebecca Osorio
- If Looks Could Kill, (1991) als Vendetta Galante
- The Bridge (1992) als Mrs Todd
- Words Upon the Window Pane (1994) als Mrs. Henderson
- Moll Flanders (1996) als Edna
- The Man Who Knew Too Little (1997) als Dr. Ludmilla Kropotkin
- The Luzhin Defence  (2000) als Vera
- Lover's Prayer (2001) als Moeder
- Tom & Thomas (2002) als Mevrouw Tromp
- An Angel for May (2002)
- Calendar Girls (2003) als Marie
- Northanger Abbey (2007) als verteller
- Sherlock Holmes (2009) als Mrs Hudson
- Alice in Wonderland (2010) als Lady Ascot
- Made in Dagenham (2010) als Connie
- The Girl with the Dragon Tattoo (2011) als Cecilia Vanger
- Arthur (2011) als Vivienne Bach
- Sherlock Holmes: A Game of Shadows (2011) als Mrs Hudson
- 45 Years (2015) als Lena
- Alice Through the Looking Glass (2016) als Lady Ascot
- Rogue One (2016) als Jaldine Gerams (Blue 3)
- Daphne (2017)
- Anne with an E (2017) als Marilla Cuthbert
- Megan Leavey  (2017) als de dierenarts
- Beast (2017)
- Downton Abbey (2019) als koningin Mary
- Benediction (2021)

### Televisie
- The Sweeney: Pay Off  (1976)  als Shirley Glass
- Dummy (1977) als Sandra X
- Shoestring (1979)
- The History Man (1981) als Barbara Kirk
- I Remember Nelson (1982) als Emma Hamilton
- The Jewel in the Crown (1984) als Sarah Layton
- Blott on the Landscape (1985) als Lady Maud Lynchwood
- Echoes (1988) als Angela O'Hara
- Inspector Morse: Who Killed Harry Field (1991) als Helen Field
- A Doll's House (1992) als Kristine Linde
- Band of Gold (1995–1997) als Rose Garrety
- Kavanagh QC (1995–1999) als Eleanor Harker QC
- Rebecca (1997) als Beatrice
- Little Britain als Mother of Harvey Pincher (cameo)
- The Sins (2000) als Gloria Green
- State of Play (2003) als Yvonne Shaps
- Hex (2004) als Lilith Hughes
- He Knew He Was Right (2004) als Lady Rowley
- Agatha Christie's Poirot – After the Funeral, (2005) als Helen Abernethie
- The Amazing Mrs Pritchard (2006) als Hilary Rees-Benson
- A Harlot's Progress (2006)
- Ancient Rome: The Rise and Fall of an Empire (2006) als Cornelia
- The Last Enemy (2008) als Barbara Turney
- Heist (2008) als Joanna
- Midsomer Murders (2010) Series 13, episode 8, "Fit for Murder" als Miranda Bedford
- Thirteen Steps Down (2012) als Gwendolyn
- Utopia (2013) als Milner
- Black Work (2015) als Chief Constable Carolyn Jarecki
- The Five (2016) als Julia Wells
- Anne with an E (2017–2019) als Marilla Cuthbert
- Back to Life (2019-2021) als Caroline Matteson
- The Beast Must Die (2021) als Joy
- Silo (2023) als Mayor Ruth Jahns
- This Town (2024) als Marie